# Jan Buchwald
Jan Buchwald (* 29. März 1974 in Solingen; † 28. Juli 2019) war ein deutscher Opernsänger (Bariton).

## Leben
Der Sohn eines Lehrerpaars nahm bereits während der Schulzeit privat Gesangsstunden und sang der Sopranistin Martha Mödl vor, die ihm Talent bescheinigte. Er absolvierte zunächst ein Jugendstudium in Freiburg und studierte dann bei Carl Heinz Müller an der Musikhochschule in Hannover (1995) sowie bei Alois Orth in Berlin und Klesie Kelly-Moog in Köln (1996–2003). Anschließend besuchte er Meisterkurse bei Norman Shetler, Irwin Gage und Dietrich Fischer-Dieskau. Im Jahr 2000 bekam er ein Stipendium für das Internationale Opernstudio der Hamburgischen Staatsoper und zog nach Hamburg. Während dieser Zeit übernahm Buchwald u. a. die Partien des Christiano in Un ballo in maschera, des Pantalone in Die Liebe zu den drei Orangen, des Kilian in Der Freischütz, des Heerrufers im Lohengrin und des Dancairo in Carmen. 
Seit der Spielzeit 2002/2003 gehörte er als lyrischer Bariton zum Ensemble der Hamburgischen Staatsoper. Er trat seitdem u. a. in der Titelpartie von Reinhard Keisers Der lächerliche Prinz Jodelet, als Paolo Albiani in Verdis Simon Boccanegra und in der Rolle des Fritz Kothner in Wagners Meistersinger von Nürnberg auf, in der er auch an der Bayerischen Staatsoper gastierte. Buchwald sang außerdem bei den Münchner Opern-Festspielen, den Salzburger Festspielen, beim Festival musical di Andaluz (Sevilla) und debütierte 2006 in den USA beim Brahms-Festival in Milwaukee. 2008 erfolgte ein Gastspiel mit Alban Bergs Lulu an der Lyric Opera in Chicago.